# دوري البوسنة والهرسك لكرة القدم الدرجة الأولى 2016–17
دوري البوسنة والهرسك لكرة القدم الدرجة الأولى 2016–17 هو الموسم 22 من دوري البوسنة والهرسك لكرة القدم الدرجة الأولى ‏. أقيم خلال الفترة 6 أغسطس 2016 وحتى 10 يونيو 2017، وأشرف على تنظيمه Football Association of Republika Srpska ‏، وكان عدد الأندية المشاركة فيه 12، وفاز فيه نادي بوراتس بانيا لوكا.